# Landhaus Tack

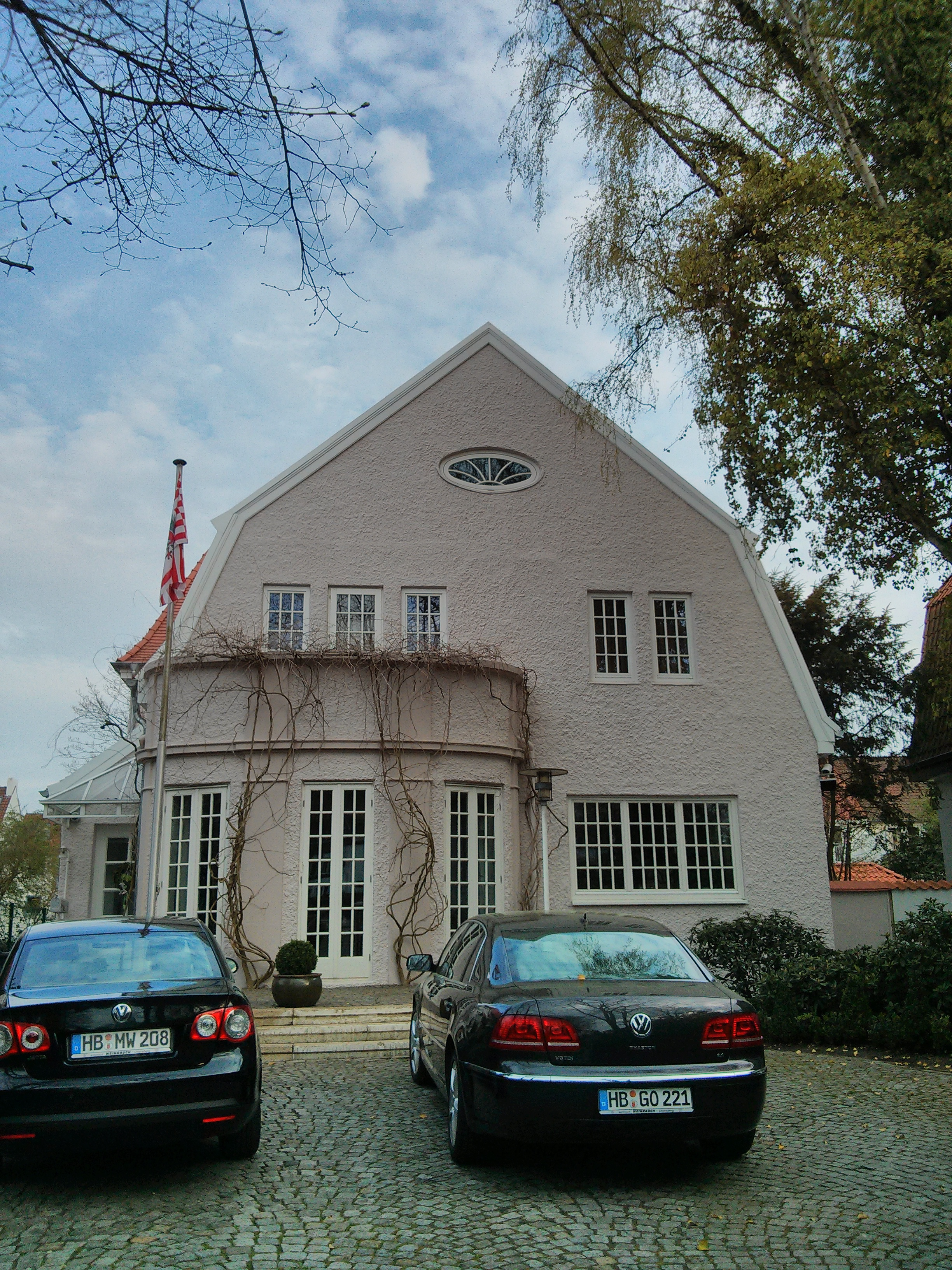
Landhaus Tack

Das Landhaus Tack befindet sich in Bremen, Stadtteil Schwachhausen, Ortsteil Radio Bremen, Schwachhauser Heerstraße 337. Das Wohnhaus entstand  1907 nach Plänen von Hugo Wagner. Es steht seit 1994 unter Bremer Denkmalschutz.

## Geschichte
Das zweigeschossige, rechteckige, verputzte Giebelhaus  mit dem Mansarddach und dem halbrunden Erker sowie dem seitlichen Giebelrisalit wurde 1907 in der Epoche der Jahrhundertwende im Landhausstil bzw.  Reformstil für den Senatssekretär und späteren Bremer Staatsrat Dr. Johannes Tack gebaut.

Die Villa befindet sich in direkter Nachbarschaft zum Landhaus Herbst.
Vom Architekten Wagner stammt in Schwachhausen das Haus Bücking. Er entwarf in Bremen u. a. den Wasserturm (Walle) und das Kaffee-HAG-Werk I
Heute (2018) wird das Haus für Wohnungen genutzt.